# في منزلك (عرض مصارعة)
دبليو دبليو إف في منزلك (بالإنجليزية: In Your House) وتنطق بـ «إن يور هاوس» ، هذه هي إحدى البرامج المصارعة الحرة العالمية الشهيرة WWF ، ظهرت سنة 1996 وأنتهت عام 1999م .
هذه البطولة هي موطن لكل مصارع في مخيلتهم، وأن المبارزة يظهر في كل بيت للمصارعين، مثلا أندرتيكر منزله مكون من المقابر وشون مايكل لديه منزل خاص للنساء العاشقات وغيرها .

## المشاركون
شارك المصارعين كل من أندرتيكر وشون مايكلز وفيدر وستيف أوستن بيرت هارت وأوين هارت وغيرهم .

## التاريخ والمواجهات
جميع المواجهات حدثت في تاريخ المصارعة الحرة العالمية، الموضحة بالإنجليزية .
| #  | أهم حدث                                       | تاريخ              | المدينة                        | الملعب                         | معلومات |
| -- | --------------------------------------------- | ------------------ | ------------------------------ | ------------------------------ | --- |
| 1  | In Your House 1: Premiere                     | May 14, 1995       | سيراكيوز (نيويورك)             | Onondaga War Memorial          | ديزل (c) vs. سايكو سيد for the بطولة العالم للدبليو دبليو إي للوزن الثقيل |
| 2  | In Your House 2: The Lumberjacks              | July 23, 1995      | ناشفيل                         | Nashville Municipal Auditorium | ديزل (c) vs. سايكو سيد for the بطولة العالم للدبليو دبليو إي للوزن الثقيل in a أنواع مباريات المصارعة |
| 3  | In Your House 3                               | September 24, 1995 | ساغيناو                        | Saginaw Civic Center           | ديزل and شون مايكلز vs. يوكوزونا and ديفي بوي سميث for the بطولة العالم للفرق الثنائية (دبليو دبليو إي)، بطولة العالم للدبليو دبليو إي للوزن الثقيل and بطولة دبليو دبليو إي القارات in a Triple Header Match all titles up for grabs. |
| 4  | In Your House 4                               | October 22, 1995   | وينيبيغ                        | Winnipeg Arena                 | ديفي بوي سميث vs. ديزل (c) for the بطولة العالم للدبليو دبليو إي للوزن الثقيل |
| 5  | In Your House 5: Seasons Beatings             | December 17, 1995  | هرشي                           | Hersheypark Arena              | بريت هارت (c) vs. ديفي بوي سميث for the بطولة العالم للدبليو دبليو إي للوزن الثقيل |
| 6  | In Your House 6                               | February 18, 1996  | لويفيل                         | Louisville Gardens             | بريت هارت (c) vs. ديزل in a أنواع مباريات المصارعة for the بطولة العالم للدبليو دبليو إي للوزن الثقيل |
| 7  | In Your House 7: Good Friends, Better Enemies | April 28, 1996     | أوماها                         | قاعة أوماها سيفيك              | شون مايكلز (c) vs. ديزل in a أنواع مباريات المصارعة for the بطولة العالم للدبليو دبليو إي للوزن الثقيل |
| 8  | In Your House 8: Beware of Dog                | May 26, 1996       | فلورنس                         | Florence Civic Center          | شون مايكلز vs. ديفي بوي سميث for the بطولة العالم للدبليو دبليو إي للوزن الثقيل |
| 8  | In Your House 8: Beware of Dog                | May 28, 1996       | نورث تشارلستون                 | North Charleston Coliseum      | غولدست (c) vs. أندرتيكر in a أنواع مباريات المصارعة for the بطولة دبليو دبليو إي القارات |
| 9  | In Your House 9: International Incident       | July 21, 1996      | فانكوفر                        | General Motors Place           | Camp Cornette (فيدر (مصارع)، أوين هارت, and ديفي بوي سميث) vs. The People's Posse (شون مايكلز، سايكو سيد, and أحمد جونسون) |
| 10 | In Your House 10: Mind Games                  | September 22, 1996 | فيلادلفيا                      | CoreStates Center              | شون مايكلز (c) vs. ميك فولي for the بطولة العالم للدبليو دبليو إي للوزن الثقيل |
| 11 | In Your House 11: Buried Alive                | October 20, 1996   | Indianapolis, Indiana          | Market Square Arena            | أندرتيكر vs. ميك فولي in the first أنواع مباريات المصارعة |
| 12 | In Your House 12: It's Time                   | December 15, 1996  | ويست بالم بيتش                 | West Palm Beach Auditorium     | سايكو سيد (c) vs. بريت هارت for the بطولة العالم للدبليو دبليو إي للوزن الثقيل |
| 13 | In Your House 13: Final Four                  | February 16, 1997  | تشاتانوغا                      | UTC Arena                      | بريت هارت vs. ستون كولد ستيف أوستن vs. فيدر (مصارع) vs. أندرتيكر in a أنواع مباريات المصارعة for the vacant بطولة العالم للدبليو دبليو إي للوزن الثقيل                                                                                 |
| 14 | In Your House 14: Revenge of the 'Taker       | April 20, 1997     | روتشستر (نيويورك)              | War Memorial Auditorium        | ستون كولد ستيف أوستن vs. بريت هارت |
| 15 | In Your House 15: A Cold Day in Hell          | May 11, 1997       | ريتشموند                       | Richmond Coliseum              | أندرتيكر vs. ستون كولد ستيف أوستن for the بطولة العالم للدبليو دبليو إي للوزن الثقيل |
| 16 | In Your House 16: Canadian Stampede           | July 6, 1997       | كالغاري                        | Saddledome                     | مؤسسة هارت (بريت هارت، جيم نيدهارت، أوين هارت، ديفي بوي سميث, and بريان بيلمان) vs. ستون كولد ستيف أوستن، كين شامروك، غولدست, and الرود واريورز ‏ (Hawk and رود واريور أنيمل)                                                           |
| 17 | Ground Zero: In Your House                    | September 7, 1997  | Louisville, Kentucky           | Louisville Gardens             | شون مايكلز vs. أندرتيكر |
| 18 | باد بلود: في منزلك                            | October 5, 1997    | سانت لويس (ميزوري)             | Kiel Center                    | شون مايكلز vs. أندرتيكر in the first الجحيم في زنزانة match |
| 19 | D-Generation X: In Your House                 | December 7, 1997   | سبرينغفيلد                     | Springfield Civic Center       | كين شامروك vs. شون مايكلز (c) for the بطولة العالم للدبليو دبليو إي للوزن الثقيل |
| 20 | No Way Out of Texas: In Your House            | February 15, 1998  | هيوستن                         | Compaq Center                  | ستون كولد ستيف أوستن، أوين هارت، ميك فولي, and تيري فانك vs. تربل إتش، Savio Vega, and The New Age Outlaws (مونتي سوب and براين جيرارد جيمس) أنواع مباريات المصارعة Eight-Man Tag Match                                                |
| 21 | Unforgiven: In Your House                     | April 26, 1998     | غرينزبورو (كارولاينا الشمالية) | Greensboro Coliseum            | ميك فولي vs.ستون كولد ستيف أوستن (c) for the بطولة العالم للدبليو دبليو إي للوزن الثقيل |
| 22 | أوفر ذا إيدج: إن يور هاوس                     | May 31, 1998       | ميلواكي (ويسكونسن)             | Wisconsin Center Arena         | ستون كولد ستيف أوستن (c) vs. ميك فولي in a أنواع مباريات المصارعة for the بطولة العالم للدبليو دبليو إي للوزن الثقيل, with فينس مكمان as أنواع مباريات المصارعة                                                                        |
| 23 | Fully Loaded: In Your House                   | July 26, 1998      | فريسنو (كاليفورنيا)            | Selland Arena                  | أندرتيكر and ستون كولد ستيف أوستن vs. كين and ميك فولي (cs) for the بطولة العالم للفرق الثنائية (دبليو دبليو إي) |
| 24 | Breakdown: In Your House                      | September 27, 1998 | هاميلتون                       | Copps Coliseum                 | أندرتيكر vs. كين vs.ستون كولد ستيف أوستن (c) in a Triple Threat match for the بطولة العالم للدبليو دبليو إي للوزن الثقيل |
| 25 | Judgment Day: In Your House                   | October 18, 1998   | روسمونت                        | صالة أولستايت                  | كين vs. أندرتيكر (with ستون كولد ستيف أوستن as أنواع مباريات المصارعة) for the vacant بطولة العالم للدبليو دبليو إي للوزن الثقيل |
| 26 | Rock Bottom: In Your House                    | December 13, 1998  | Vancouver, British Columbia    | General Motors Place           | ستون كولد ستيف أوستن vs. أندرتيكر in a أنواع مباريات المصارعة |
| 27 | St. Valentine's Day Massacre: In Your House   | February 14, 1999  | ممفيس                          | The Pyramid                    | ستون كولد ستيف أوستن vs. فينس مكمان in a أنواع مباريات المصارعة |
| 28 | باكلاش                                        | April 25, 1999     | بروفيدنس                       | Providence Civic Center        | ستون كولد ستيف أوستن(c) vs. دوين جونسون in a أنواع مباريات المصارعة for the بطولة العالم للدبليو دبليو إي للوزن الثقيل with شين مكمان as the أنواع مباريات المصارعة                                                                    |